# Claytonia
- Commons
- Wikispecies

Claytonia L. é um gênero botânico da família Montiaceae.

## Sinonímia
- Limnia Haw.

## Espécies
| - Claytonia acutifolia - Claytonia arctica - Claytonia arenicola - Claytonia caroliniana - Claytonia cordifolia - Claytonia exigua - Claytonia gypsophiloides - Claytonia lanceolata - Claytonia megarhiza | - Claytonia multiscapa - Claytonia nevadensis - Claytonia ogilviensis - Claytonia palustris - Claytonia parviflora - Claytonia perfoliata - Claytonia rosea - Claytonia rubra - Claytonia sarmentosa | - Claytonia saxosa - Claytonia scammaniana - Claytonia sibirica - Claytonia tuberosa - Claytonia umbellata - Claytonia virginica - Claytonia washingtoniana |

- Lista completa

## Classificação do gênero
| Sistema | Classificação                      | Referência               |
| ------- | ---------------------------------- | ------------------------ |
| Linné   | Classe Pentandria, ordem Monogynia | Species plantarum (1753) |